# Pupus (Ngebel)
Pupus is een bestuurslaag in het regentschap Ponorogo van de provincie Oost-Java, Indonesië. Pupus telt 1472 inwoners (volkstelling 2010).